# Mallorca uralkodóinak listája
A Mallorcai Királyságot I. (Hódító) Jakab, Aragónia királya hozta létre az Aragóniai Királyság vazallus államaként. Mallorca királyainak hatalma a Baleár-szigetek mellett Észak-Katalóniára, vagyis a mai Franciaország területén lévő Roussillonra és Cerdagne-ra is kiterjedt. A mallorcai királyok székhelye Palma de Mallorcában volt. Az alábbi tábla az itt uralkodó királyok névsorát tartalmazza.
| Portré            | Uralkodó                                              | Uralkodott | Megjegyzés |
| ----------------- | ----------------------------------------------------- | ---------- | --- |
| Mallorca királyai |                                                       |            | |
|                   | I. Hódító Jakab * 1208. február 2. † 1276. július 27. | 1231–1276  | Meghódította Mallorcát és Ibizát, és létrehozta a Mallorcai Királyságot. |
|                   | II. Jakab * 1243. május 31. † 1311. május 29.         | 1276–1311  | |
|                   | Szabad Alfonz * 1265 † 1291. június 18.               | 1285–1291  | 1285-ben II. Jakabtól elfoglalta Mallorca szigetét, majd egy évvel később Ibizát is, Menorcát pedig a móroktól sikerült visszahódítani. A szigeteket Alfonz az öccse, Jakab számára tartotta meg, míg a kontinentális birtokokat visszaengedte II. Jakab kezébe. |
|                   | I. Sancho * 1277 † 1324. szeptember 4.                | 1311–1324  | Más néven: Sanç. |
|                   | III. Jakab * 1315. április 5. † 1349. október 25.     | 1324–1344  | 1344-ben Aragóiai Péter, aragóniai király az egész királyságot elfoglalta, és Aragóniához csatolta. Ezután a Mallorcai királyi cím csak névlegesen maradt fenn.                                                                                                  |
|                   | IV. Jakab * 1336. augusztus 24. † 1375. január 20.    | 1349–1375  | Névleges uralkodó. |
| –                 | I. Izabella * 1337 † 1406                             | 1375–1406  | Névleges uralkodó, aki II. (Palaiologosz) János montferrati őrgrófhoz ment nőül. Ezek után a Mallorca királya cím Aragónia királyaira szállt. |

| Az Ibériai-félsziget keresztény uralkodóinak táblája a Reconquista idejétől napjainkig |                              |                              |                              |                              |               |                              |                              |                              |                              |
| Portugália                                                                             | Spanyolország                | Spanyolország                | Spanyolország                | Spanyolország                | Spanyolország | Spanyolország                | Spanyolország                | Spanyolország                | Spanyolország                |
| Portugália                                                                             | A Kasztíliai Korona országai | A Kasztíliai Korona országai | A Kasztíliai Korona országai | A Kasztíliai Korona országai | Navarra       | Az Aragóniai Korona országai | Az Aragóniai Korona országai | Az Aragóniai Korona országai | Az Aragóniai Korona országai |
| Portugália                                                                             | Galicia                      | Asztúria                     | León                         | Kasztília                    | Navarra       | Aragónia                     | Barcelona                    | Valencia                     | Mallorca                     |

## Fordítás
- Ez a szócikk részben vagy egészben  a   List of monarchs of Majorca című angol Wikipédia-szócikk fordításán alapul.  Az eredeti cikk szerkesztőit annak laptörténete sorolja fel. Ez a jelzés csupán a megfogalmazás eredetét és a szerzői jogokat jelzi, nem szolgál a cikkben szereplő információk forrásmegjelöléseként.

## Lásd még
- Mallorcai uralkodók házastársainak listája